# Jerzy Pachlowski
Jerzy Jan Pachlowski (ur. 15 maja 1930 w Krakowie, zm. 3 kwietnia 2012 w Szczecinie) – polski prozaik.
Maturę uzyskał w 1950. Ukończył Instytut Literacki imienia Gorkiego w Moskwie pod kierunkiem Konstantego Paustowskiego. Od 1956 roku mieszkał w Szczecinie. W latach 1956–1958 był redaktorem dziennika "Głos Szczeciński" oraz tygodnika "Ziemia i Morze". W latach 1958–1964 pracował jako rybak dalekomorski. W latach 1976–1981 był prezesem Oddziału Związku Literatów Polskich w Szczecinie, a 12 grudnia 1981 r. uczestnikiem Kongresu Kultury Polskiej, którego obrady przerwał stan wojenny. Związał się potem z opozycją demokratyczną, w 1989 r. współtworzył Stowarzyszenie Pisarzy Polskich i Obywatelski Komitet Porozumiewawczy w Szczecinie. Pochowany został w grobowcu rodzinnym w Krakowie.
Był mężem Liny Kostenko i ojcem ukraińskiej pisarki Oksany Pachlowskiej.

## Twórczość
- Delfiny idą pod wiatr (1963)
- Ryby i słońce (1971)
- Opowiadania morskie (1977)
- Wołanie horyzontów (1977)
- Na krawędzi wody (1991)

### Opracował
- Zielone żagle złudzeń. Opowiadania łotewskie

## Nagrody
- Nagroda im. Mariusza Zaruskiego (1966)
- Nagroda im. Józefa Conrada
- Nagroda Literacka Miasta Szczecin